# Obolcola
Obolcola là một chi bướm đêm thuộc họ Geometridae.